# 로베르 프랑수아 다미앵

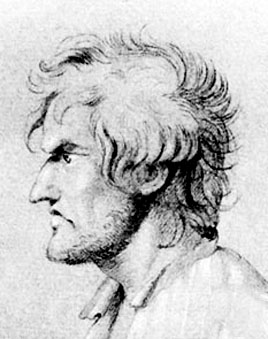

로베르 프랑수아 다미앵(프랑스어: Robert-François Damiens, 1715년 1월 9일 ~ 1757년 3월 28일)은 1757년 (공개 처형된) 루이 15세의 암살을 시도하였다가 실패한 프랑스의 하인이었다. 시역을 행한 범법자를 처형하기 위해 보존된 전통적인 사형 형태인 거열을 통해 프랑스에서 처형된 마지막 인물이었다.

## 생애
1715년 1월 9일 프랑스 북부 아라스 주변 마을 La Thieuloye에서 태어났다. 어렸을 때 군에 입대했다. 제대 후 파리의 예수회의 하인이 되었다.